# 큰숲땃쥐
큰숲땃쥐(Sylvisorex ollula)는 땃쥐과에 속하는 포유류의 일종이다. 카메룬과 중앙아프리카공화국, 콩고 공화국, 적도 기니, 가봉 그리고 나이지리아에서 발견된다. 자연 서식지는 아열대 또는 열대 기후 지역의 습윤 저지대 숲이다.